# مارك كاستيلو
مارك كاستيلو (بالإنجليزية: Mark Castillo)‏ هو موسيقي أمريكي، ولد في 10 أكتوبر 1980 في فيلادلفيا في الولايات المتحدة.